# Dinastía Karamanli
Los Karamanli o Caramanli o Qaramanli o dinastía al-Qaramanli fueron una serie de bajás (pachás) nominalmente dependientes del Imperio otomano, pero que gobernaron de forma casi autónoma desde 1711 hasta 1835 en la Trípoli otomana (Trípoli y sus dependencias en el territorio de la actual Libia). En su apogeo, la influencia de los Karamanlis alcanzó Cirenaica y Fezzan, cubriendo la mayor parte de la actual Libia. El fundador de la dinastía fue el pasha Ahmed Karamanli, un descendiente de la Karamanidas. El gobernante karamanli más conocido fue Yusuf ibn Ali Karamanli, pasha que reinó desde 1795 hasta 1832, un periodo en el que se enfrentaron en una guerra de Trípoli con los Estados Unidos (1801-1805). Ali II Karamanli marcó el final de la dinastía

## Orígenes
A principios del siglo XVIII, el Imperio otomano estaba perdiendo su control sobre sus provincias norteafricanas, incluyendo Trípoli y los territorios dependientes de ella. Un período de guerra civil se produjo, con ningún gobernante capaz de ocupar un cargo durante más de un año. Ahmed Karamanli, un jenízaro y popular oficial de caballería, asesinó al gobernador otomano de Tripolitania y se apoderó del trono en el golpe de Estado de 1711. Después de convencer a los otomanos de reconocerlo como gobernador, Ahmed se estableció como bajá y estableció su cargo hereditario. Aunque Trípoli continuó pagando tributo nominal a la padishah otomana, actuó como un rey independiente.
Un hombre inteligente y capaz, Ahmed amplió grandemente la economía de su ciudad, sobre todo a través del empleo de los corsarios en cruciales rutas de navegación mediterráneas ; las naciones que deseaban proteger sus naves de los corsarios se vieron obligados a rendir homenaje y pagar compensaciones al pacha. En territorios, Ahmed reafirmó y amplió el control de Trípoli por Fezzan y Cirenaica antes de su muerte en 1745.

## Guerras berberiscas
Los sucesores de Ahmad resultaron ser menos capaces que él, impidiendo que el estado nunca alcanzara las breves épocas doradas de sus vecinos berberiscos, como Argelia o Túnez . Sin embargo,el delicado equilibrio de poder de la región permitió a los Karamanli sobrevivir varias crisis dinásticas. 
Hamet es depuesto en 1793 por el otomano Ali Benghul; Benghul restauró la autoridad del Imperio otomano sobre Trípoli. En 1795, sin embargo, Yusuf regresa a Trípoli, y con la ayuda del Bey de Túnez, recuperó el trono de su hermano, exiliando a Hamet y restaurando la autoridad Karamanli. 
En 1801, Yusuf reclamó un tributo de 225.000$ a los Estados Unidos. El presidente Thomas Jefferson, confiado en la capacidad de la nueva armada estadounidense para proteger su flota, rechazó las reclamaciones del Pachá, llevando al Pachá hacia una guerra no oficialmente declarada en mayo de 1801 por talar el asta de bandera del consulado americano. Jefferson respondió ordenando a la armada americana, la naciente US Navy, que interviniera en el Mediterráneo, bloqueando exitosamente el puerto de Trípoli en 1803. Después de algunos éxitos militares iniciales, el más notable siendo la captura de la nave estadounidense USS Philadelphia, el Pachá pronto se encontró amenazado por la invasión de las fuerzas estadounidenses en la batalla de Derna y la propuesta de rehabilitación de su depuesto hermano, Hamet Karamanli, reclutado por el oficial del ejército de EE. UU. William Eaton. Yusuf firmó un tratado poniendo fin a la guerra el 10 de junio de 1805.

## Declive
En 1819, los diversos tratados de las Guerras Napoleónicas forzaron a los Estados berberiscos a renunciar a la piratería casi por completo. La economía de Trípoli empezó a desmoronarse. Yusuf intentó compensar los ingresos perdidos favoreciendo el tráfico de esclavos a través del Sáhara, pero con las ideas abolicionistas en alza en Europa y en menor medida en los Estados Unidos, eso no salvó la economía de Trípoli. Como Yusuf se debilitó, las facciones surgieron alrededor de sus tres hijos; Yusuf abdicó in 1832 a favor de su hijo Ali II, aunque pronto estallaría la guerra civil. El sultán otomano Mahmud II mandó tropas para restablecer el orden, pero también exilió a Ali II, poniendo fin a la dinastía Karamanli y a la independencia de facto de Trípoli
- Datos: Q1929987